# Queenscliff
Queenscliff é um subúrbio à beira-mar no norte de Sydney, no estado da Nova Gales do Sul, na Austrália, situado a 16 quilômetros a nordeste do distrito empresarial central de Sydney, na área do governo local do Conselho de Northern Beaches. Queenscliff integra a região Northern Beaches. Em 2011, sua população era de 3 049 habitantes.